# Konvektiv nederbörd

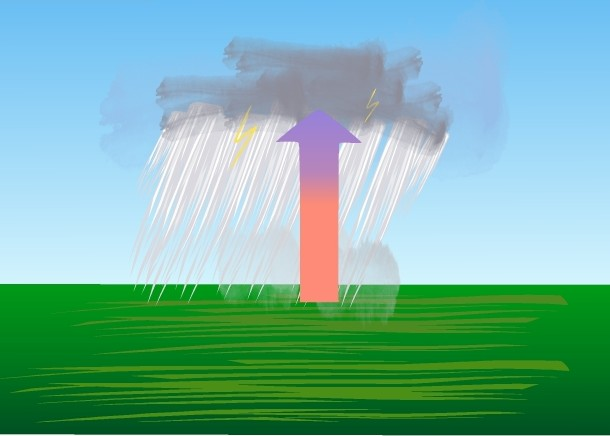
Varm luft stiger, avkyls och fukten i luften bildar små vattendroppar.

Konvektiv nederbörd kallas nederbörd som uppstår genom konvektion, en process som drivs av solen när den värmer marken. Den varma marken värmer i sin tur luften närmast marken som får lägre densitet än luften längre upp och den varma luften stiger uppåt. Då luften värms upp vid markytan tar den också upp vatten i form av osynlig vattenånga.
När luften stiger uppåt så avkyls den. Om den avkyls mycket underskrids till slut den temperatur där en del av den fukt som finns i luften kan finnas kvar som vattenånga, en del av vattnet bildar små vattendroppar, som vi ser som moln (vattenångan kondenserar). Om avkylningen fortsätter kan dropparna bli så stora att tyngdkraften blir större än den uppåtgående luftströmmen, med regn som resultat.
Vid mycket kraftig uppvärmning av den marknära luften kan stora mängder mycket varm luft innehållande mycket vattenånga stiga uppåt. Då kan åskmoln bildas.